# دفيد سالومون ابو
دفيد سالومون ابو (بالإنجليزية: David Solomon Abwo)‏ (10 مايو 1986 بجوس في نيجيريا - ) هو لاعب كرة قدم نيجيري في مركز الوسط. شارك مع منتخب نيجيريا تحت 20 سنة لكرة القدم. أما مع النوادي، فقد لعب مع زاغويمبيه لوبين وغنتشلربيرليغي وغيرسون سبور ونادي إنييمبا إنترناشونال ونادي ديجون ونادي كريتيل وPápai FC ‏.

## وصلات خارجية
- دفيد سالومون ابو على موقع اتحاد تركيا (لاعب) (الإنجليزية)
- دفيد سالومون ابو على موقع اتحاد تركيا (لاعب) (الإنجليزية)
- دفيد سالومون ابو على موقع قاعدة بيانات كرة القدم.إي يو (الإنجليزية)
- دفيد سالومون ابو على موقع Soccerway.com (الإنجليزية)
- دفيد سالومون ابو على موقع عالم كرة القدم.نت (الإنجليزية)